# Bronisław Makowski
Bronisław Wincenty Makowski (ur. 25 maja 1905, zm. 25 maja 1944) – polski piłkarz, pomocnik.
Największe sukcesy odnosił jako piłkarz Wisły Kraków, choć grał także w Cracovii oraz Warszawiance. W barwach Wisły w 1927 i 1928 zostawał mistrzem Polski. W reprezentacji Polski w oficjalnym spotkaniu wystąpił tylko raz, w rozegranym 5 lipca 1931 spotkaniu ze Łotwą, które Polska wygrała 5:0. Wcześniej, w 1929 zagrał w meczu z Austrią, jednak spotkanie to dziś jest uznawane za nieoficjalne.
Aktywny uczestnik ruchu oporu w Krakowie podczas okupacji hitlerowskiej. Aresztowany przez Gestapo, więziony na Montelupich, został rozstrzelany w dniu 39 urodzin. Miejsce pochówku jest nieznane. Skromna tablica upamiętniająca go i rozstrzelanego wraz z nim brata Jana, jest umieszczona na rodzinnym grobowcu na krakowskim Cmentarzu Rakowickim.

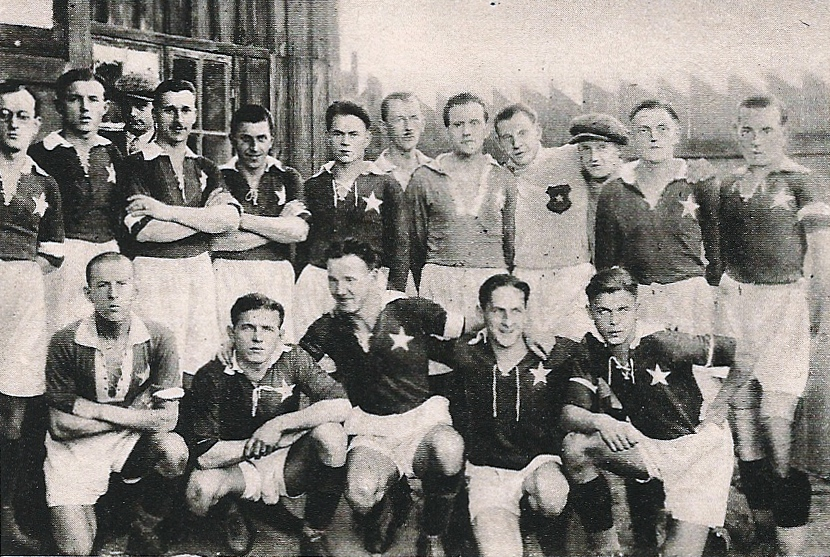
Wisła Kraków w 1927 roku, Makowski szósty z lewej w górnym rzędzie